# Podeni (okręg Ardżesz)
Podeni – wieś w Rumunii, w okręgu Ardżesz, w gminie Buzoești. W 2011 roku liczyła 356 mieszkańców.